# Egoreni

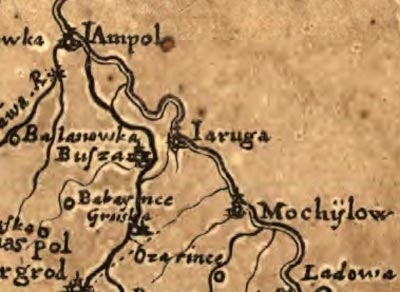
Zone autour d'Egorenu sur la carte de Beauplan de 1648. (Le sud est en haut).

Egoreni est un village du district de Soroca, en Moldavie et il est administré par Victor Mutruc.
Il compte 890 habitants en 2014.